# Port de Brest
Cet article concerne le port civil de Brest. Pour le port militaire, voir Arsenal de Brest.
Le port de Brest est un port maritime français de commerce, de plaisance, de passagers (à destination de la presqu’île de Crozon et des îles de l'Iroise) et de pêche sur la Manche et l'Atlantique. Il est également un port industriel grâce notamment à la réparation navale, et le principal port militaire français de la façade atlantique.
Situé à Brest au sud de la ville dans le département du Finistère (29), il profite d'une situation géographique lui permettant de devenir un des plus grands ports français. Propriété de la Région Bretagne, le port de Brest est exploité par une société portuaire dont la région est l'actionnaire majoritaire.
Le port de commerce de Brest réalise un trafic diversifié. L’importance de matières premières qui transitent par le port, permet aux industriels bretons d’exporter des produits à forte valeur ajoutée, notamment dans le domaine de l’agroalimentaire.[réf. nécessaire]

## Historique

### XVIIesiècle,XVIIIesiècle
Modeste port d'échouage au XVIIe siècle, la cité change de cap en 1631 lorsque le cardinal de Richelieu, qui s'est fait attribuer les titres de gouverneur et lieutenant-général de la Bretagne, décide d'en faire un port arsenal. Les installations de long de la Penfeld qui accueillent les navires de la Royale sont encore rudimentaires lorsque le chevalier de Clerville, commissaire général des fortifications, établit en 1667 un projet d'agrandissement du port le long de l'embouchure de la Penfeld.
Loin de ports comme Nantes ou Bordeaux, Brest est cependant le point de départ d'une dizaine de navires pour le commerce triangulaire de 1698 à 1793. De part sa vocation militaire, il est aussi impliqué dans la répression des révoltes de personnes mises en esclavage et c'est à Brest qu'est débarqué Toussaint Louverture avant son transfèrement au Fort de Joux, puis qu'arrive l'or d'Haïti exigé par l'ordonnance de Charles X. D'où l'érection en 2015 de la statue Mémoires des esclavages sur le littoral brestois.

### XIXesiècle,XXesiècle
Au XIXe siècle des chambres de commerce sont créées, partout où les besoins de l’économie locale nécessitent le regroupement des différentes actions de la vie économique.
C’est le décret du 31 mars 1851 qui instituait alors la chambre de commerce et d’industrie (C.C.I.) de Brest. La CCI de Brest, devenue CCI Métropolitaine Brest Bretagne, est restée gestionnaire du port de Brest pour le compte du Conseil régional de Bretagne jusqu'en 2020.

En 1859, Napoléon III autorise la construction d'un port de commerce en dehors de l'embouchure de la Penfeld, sur le bord de la rade, sur ce qui s'appelle alors la grève de Porstrein. Le port de la Penfeld est donc réservé à l'usage de la Marine.

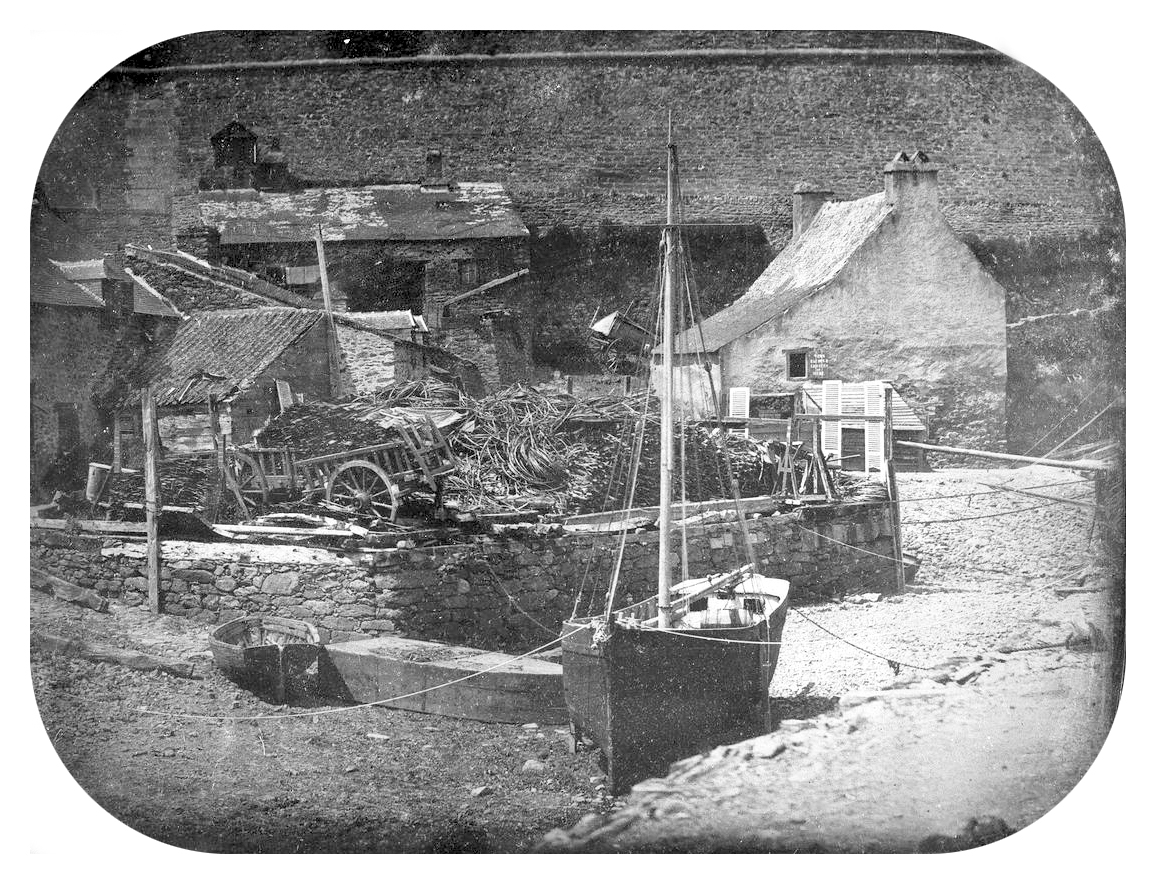
1850, Porstrein au pied des remparts.

En 1947, le cargo Ocean Liberty, chargé de matières inflammables comme le nitrate d'ammonium, explose dans le port de Brest et ravage la ville et le port.

## Administration

Logo de BrestPort

Le port de Brest, propriété de la Région Bretagne, est exploité depuis 2021 par la  SPBB (Société Portuaire Brest Bretagne) devenue BrestPort en 2024. Cette société portuaire a comme actionnaire la région Bretagne (51 %), la CCIMBO (Chambre de commerce et d'industrie métropolitaine Bretagne ouest) et Brest Métropole.
BrestPort est administré par un directoire et un conseil de surveillance. Le conseil de surveillance est présidé par le président du Conseil régional de Bretagne et comprend entre autres le président de Brest Métropole, maire de Brest, et le président de la CCIMBO. Le conseil de surveillance nomme le président du directoire, directeur général de la société portuaire Brest Bretagne.

## Port de commerce

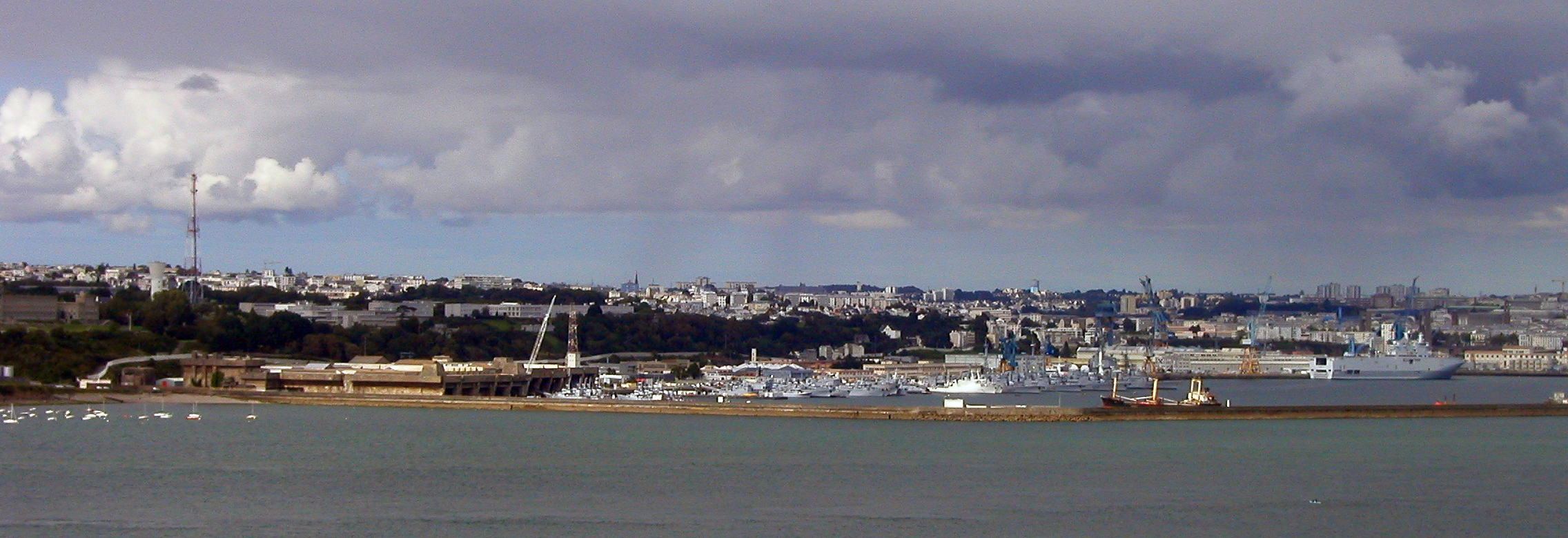
Le port de Brest vu de la pointe des Espagnols en 2007.

La zone industrialo-portuaire couvre 250 hectares environ que l'on peut subdiviser en deux secteurs à l'ouest et à l’est :
La partie ancienne du port, ou « traditionnelle », couvre environ 50 hectares et se situe autour des cinq premiers bassins dont le 4e a été comblé. Le terminal frigorifique et l'entrepôt EFB (entrepôt frigorifique brestois) pour stocker les viandes congelées que l'on exporte vers le Moyen-Orient et le magasin D, qui sert à stocker les agrumes et les plants de pommes de terre qui arrivent chaque année du Maroc .
On peut y trouver aussi les silos, notamment ceux de la chambre de commerce construits en 1983 avec une tour de manutention. En arrière, le long de la route qui limite la zone portuaire au pied des falaises, étaient installés les réservoirs pour les hydrocarbures, détruits depuis bientôt cinq ans[Quand ?]. Il y a aussi une usine de trituration Cargill qui y est installée pour la trituration du soja et autres graines pour produire de l'huile ou du tourteau de soja, colza ou de tournesol. Ces graines arrivent par cargos complets.
La zone industrialo-portuaire de Saint-Marc, d'une cinquantaine d'hectares précédée d’un terre-plein gagné sur la rade de 94 hectares, est dominée par l'activité de la réparation navale. En arrière de la forme de radoub no 3, 16 hectares sont réservés au « terre-plein du réparateur » et aux réservoirs de gaz et de pétrole. Un peu après la forme no 3, Guyot un récupérateur y est installé pour le recyclage des métaux. Il y a aussi un nouveau terminal sablier. On y trouve aussi le polder, puis le port de plaisance du Moulin Blanc.

### Installations

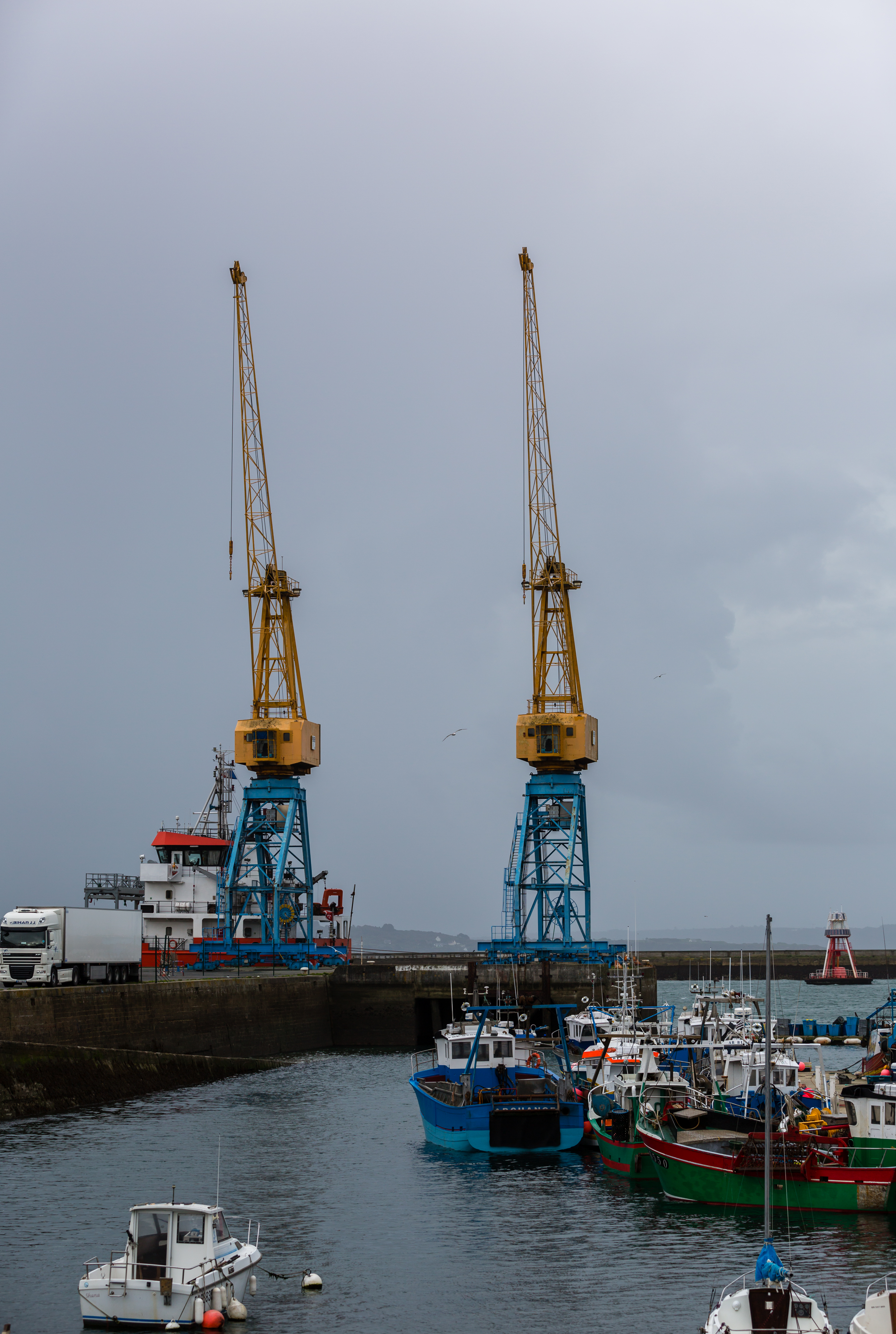
Deux des grues du terminal frigorifique.

Le port de Brest dispose de plusieurs équipements :
- Terminal multimodal avec 10 hectares, trois grues conteneurs mobiles de 27 à 120 tonnes de levage et une passerelle « Ro-Ro » (Roll-on – Roll-off).
- Terminal vrac-agroalimentaire[9]
- Terminal frigorifique doté de quatre quais, quatre grues et de deux entrepôts frigorifiques
- Terminal marchandises diverses
- Terminal hydrocarbure[10] composé de deux terminaux hydrocarbures liquides d’une capacité de 1 000 tonnes par heure et d'un terminal gaz liquéfié d'une capacité de 1 600 tonnes par jour, ainsi que de 155 000 m3 de stockage.

## Activités industrielles
Le port de Brest est un cœur industriel important de Bretagne, avec la réparation navale civile, les énergies marines et depuis peu l'activité de déconstruction et de recyclage. Equipé de trois formes de radoub et de cinq quais à flot totalisant 1 700 mètres. L'activité historique de réparation navale est menée par plusieurs sociétés, en particulier le groupe néerlandais Damen et de nombreux sous-traitants.
Sur le plan de la construction et de la réparation des bateaux de plaisance notons la présence à Brest d’une activité de constructions de bateaux de grande compétition océanique (matériaux composites).
Le chantier du Guip (construction et réparation de bateaux en bois) est également présent quai Malbert.
Formes de radoub :
- Trois formes de radoub[11] :
  - Forme no 1 : 225 m x 33 m ; une grue de 15 à 30 tonnes de levage (chiffres après l’agrandissement de 2007) ;
  - Forme no 2 : 338 m x 55 m ; quatre grues de 3 à 100 tonnes de levage ;
  - Forme no 3 : 420 m x 80 m ; trois grues de 3 à 150 tonnes de levage ;
- Deux quais de réparation à flot de 420 m de long chacun d'un tirant d'eau compris entre –9 et −12 m ;
- Liaisons vers une station de déballastage (station qui reçoit et traite les hydrocarbures des navires à quai).

Le port de Brest est le premier centre français de réparation navale .

## Le projet de développement du Port de Brest - Bretagne
Propriétaire du port de Brest depuis 2007, le Conseil régional de Bretagne a adopté en 2009 un programme d’investissement dont les objectifs sont le développement de l'activité commerciale et de l’accessibilité du port. Les travaux d'aménagement du polder des Énergies Maritimes Renouvelables commencent en janvier 2017. Le polder accueille ses premières entreprises en 2020.
La Région Bretagne établit en 2024 une nouvelle durée de concession établie sur 40 ans, confiée à la société BrestPort dont elle est actionnaire majoritaire, avec 900 millions d'euros d'investissement planifiés dont 500 millions sur les dix premières années, pour des travaux de modernisation et de restructuration. L'objectif est de passer d'un chiffre d'affaires de 20 millions d'euros en 2023 à 30 millions d'euros en 2030 et 80 millions d'euros à l'issue de la concession de 40 ans.

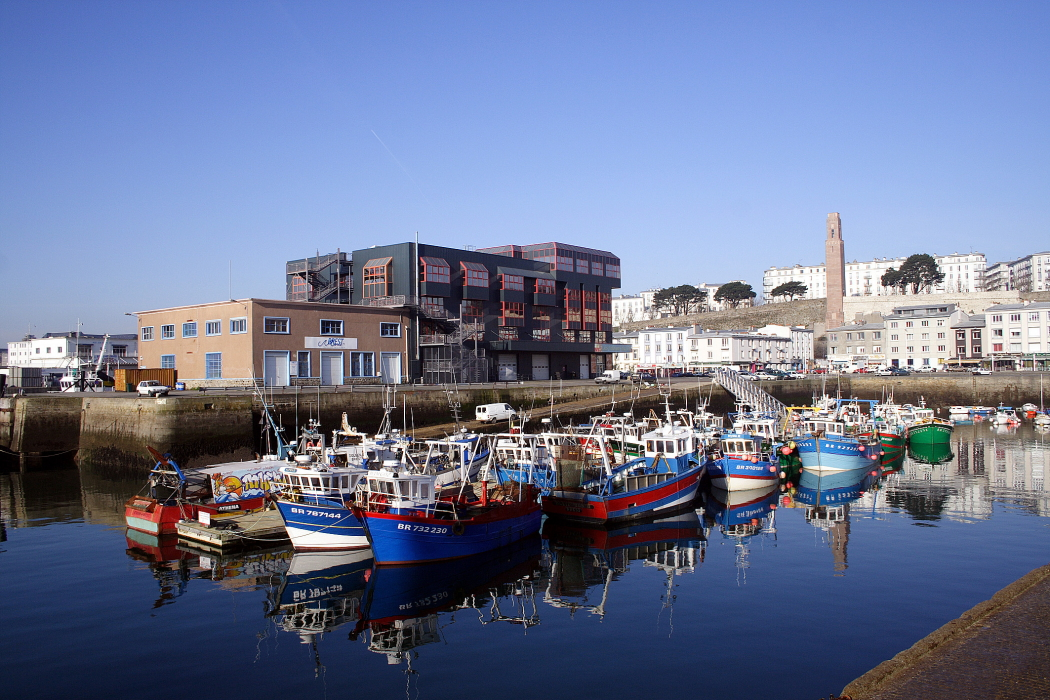
Port de pêche de Brest.

## Port de pêche
Le port de Brest gère les quatre ports de pêche décentralisés (Le Conquet, l'Aber-Wrac'h, Lanildut et Landerneau) et le port de pêche de Brest ; il dispose d'une criée à Brest et de pontons pour accueillir les chalutiers qui viennent décharger leurs marchandises à la criée.
Le port de pêche de Brest est en essor : en 2023 il a accueilli la pêche d'environ 125 bateaux et sa criée (inaugurée en 2015) a accueilli 2 715 tonnes de produits de la mer (dont 419 tonnes de poulpes) pour une valeur de vente de 15,12 millions d'euros, se classant au 13e rang en prix et au 19e rang en tonnage, parmi les 33 ports de pêche français référencés.

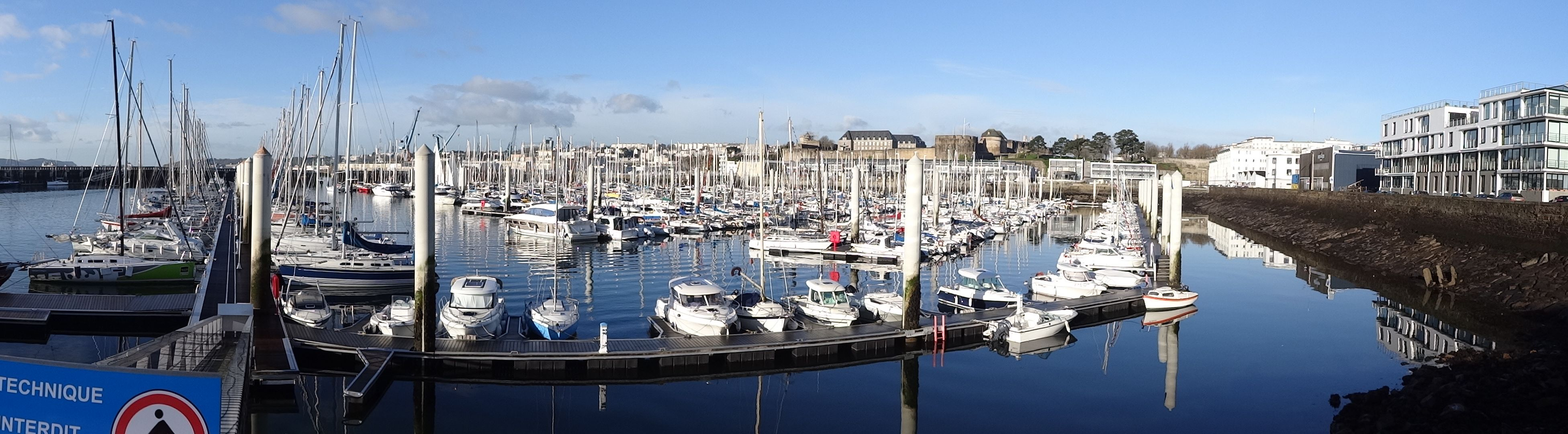
Port de plaisance du château à Brest.

## Port de plaisance
Le port de Brest comporte deux sites pour la plaisance : le port du Moulin Blanc et le port du Château, ce dernier accueillant notamment les voiliers pratiquant la course au large, avec en 2024 l'Arkéa Ultim Challenge, mais aussi des voiliers du patrimoine comme la Mariquita ou Moonbeam IV.